# Syzygium parvulum
Syzygium parvulum är en myrtenväxtart som beskrevs av Gottfried Wilhelm Johannes Mildbraed och Gerda Jane Hillegonda Amshoff. Syzygium parvulum ingår i släktet Syzygium och familjen myrtenväxter. Inga underarter finns listade i Catalogue of Life.